# Trimeresurus popeiorum
Espèce
Synonymes
- Popeia popeiorum (Smith, 1937)

Trimeresurus popeiorum ou Trimérésure des Pope ou Vipère des Pope est une espèce de serpents de la famille des Viperidae.

## Répartition
Cette espèce est présente dans le nord-est de l'Inde, en Birmanie, dans le nord du Laos, dans le nord de la Thaïlande.
Sa présence est incertaine en Malaisie.

## Description
Trimeresurus popeiorum (trimérésure des Pope) est une espèce similaire à Trimeresurus albolabris (crotale des bambous) : il a la même taille, la même couleur verte sur le dos et vert pâle sous le ventre.

Mais le mâle a une ligne de couleur rouge-orange et blanche le long du flanc ; l'extrémité de sa queue est brune ; et il vit en altitude dans les forêts tropicales de montagnes.

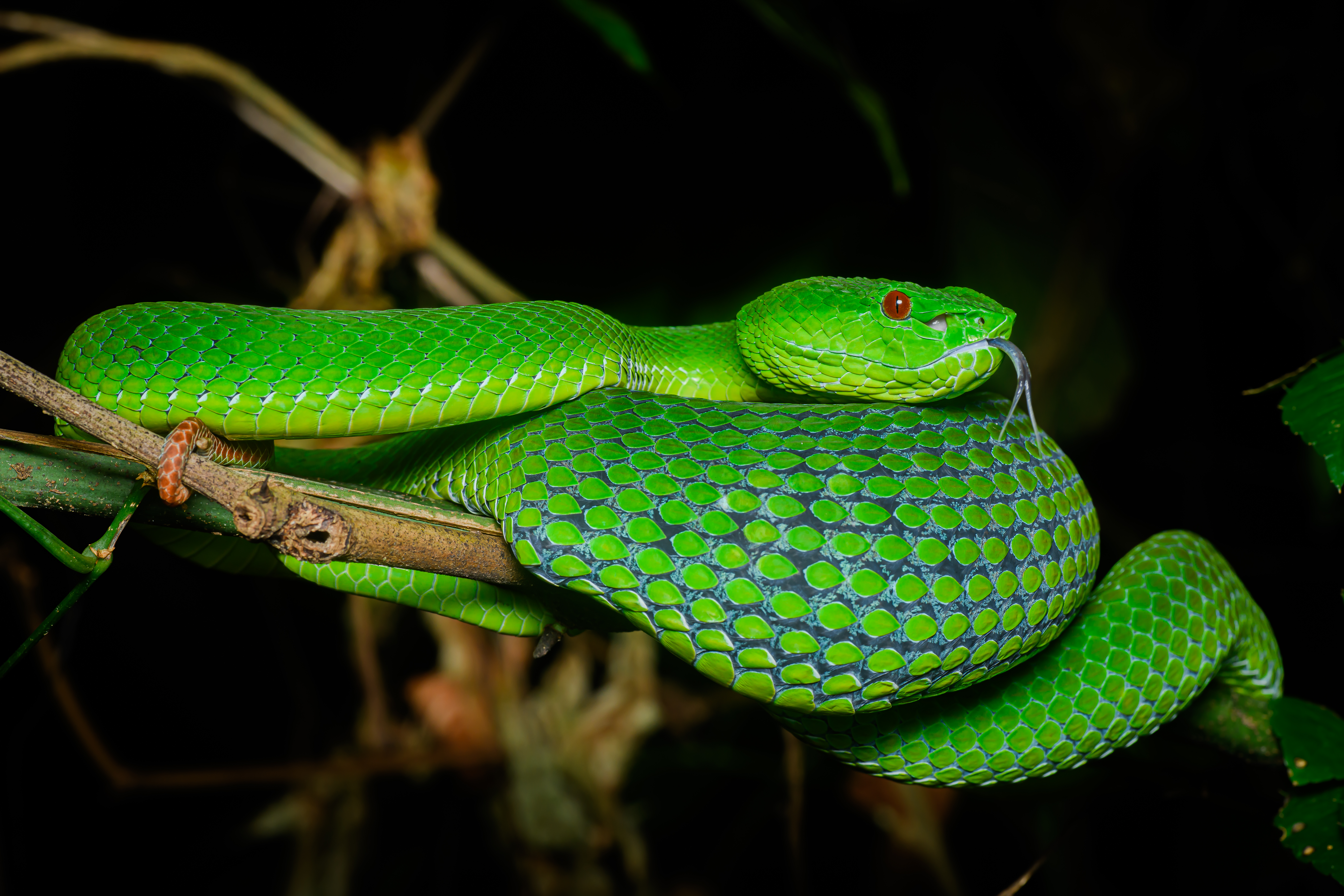
Trimeresurus popeiorum femelle, parc national de Doi Phu Kha (อุทยานแห่งชาติดอยภูคา), Thaïlande

C'est un serpent venimeux, chasseur nocturne aux mœurs arboricoles qui mange des grenouilles, des lézards, des oiseaux, des rats et des écureuils. Il peut aussi utiliser son venin pour se défendre, parfois contre l'homme chez qui une morsure peut être dangereuse : douleur insoutenable mais non constante et qui décroît rapidement (fort heureusement, cette morsure n'est mortelle que dans de très rares cas).
On l'appelle en Thaïlande งูเขียวหางไหม้ท้องเขียว (ngu khieow hang mai thong khieow).

## Reproduction
Comme la plupart des vipères du genre Trimeresurus, la vipère des Popes est ovovivipare, ce qui signifie que la femelle  met au monde une progéniture déjà viable, après que ses œufs aient incubé et éclos dans son ventre.

## Étymologie
Cette espèce est nommée en l'honneur de Clifford Hillhouse Pope et de Sarah Haydock Pope.

## Publication originale
- Smith, 1937 : The names of two indian vipers. The Journal of the Bombay Natural History Society, vol. 39, p. 730-731 (texte intégral).